# Limitation des mandats présidentiels
Pour un article plus général, voir Limite du nombre de mandats.
 (mai 2022).
- Si vous ne connaissez pas le sujet, laissez ce bandeau (vous pouvez alors contacter les auteurs).
- Si vous supprimez le contenu mis en cause (vous pouvez préalablement contacter les auteurs),

argumentez précisément cette suppression dans la page de discussion
(un manque de référence n'est pas un argument ; une recherche réelle de référence doit avoir été effectuée, être formellement documentée).
La limitation des mandats présidentiels est un des principes de nombreuses républiques afin d'éviter la monopolisation de la fonction publique et un abus de pouvoir de la branche exécutive.

## Intérêt de la limitation
Les limitations des mandats qu'ils soient présidentiels ou non visent à protéger la démocratie, afin qu'elle ne devienne pas une dictature. Elles protègent les droits de l'homme, la prééminence du droit qui représentent des buts légitimes selon les normes internationales.
Elles peuvent aussi renforcer la société démocratique en poussant à l'alternance politique après une période n'en connaissant pas. Elles entretiennent également l'espoir d'accéder prochainement au pouvoir pour les partis d'opposition, ce qui réduit les aspirations à coup d'État que certains pays ont pu connaître. Elles sont également bénéfiques aux électeurs qui ont alors un pouvoir de décision plus récurrent.
Les limitations doivent être neutres et non imposées ou supprimées dans l'intention d'interrompre le mandat d'une personne ou à l'inverse d'assurer le maintien en fonction d'un responsable en exercice, en levant la limitation mise en place.
La Commission de Venise remarque que « dans les pays dotés d'un régime présidentiel (ou quelquefois semi-présidentiel), le pouvoir a tendance à se concentrer entre les mains du Président, tandis que les pouvoirs législatif et judiciaire sont relativement plus faibles. L'alternance régulière du pouvoir grâce aux élections est, par conséquent, le moyen par excellence d'empêcher une concentration excessive du pouvoir présidentiel » paragraphe 10.

## Le rôle de la Constitution
Le fonctionnement politique d'un pays est régi par la Constitution qui consacre des droits, des libertés fondamentales, établit des règles juridiques qui organisent les institutions et l’État. De manière générale, elle définit les règles de fonctionnement d'un régime politique, qu'il soit démocratique, monarchique ou encore tyrannique. Elle peut également être révisée, par des apports, des retraits ou encore des transformations, mais les conditions de cette révision varie selon les pays avec une différence de souplesse. Elle dispose alors les différents rôles et pouvoirs des institutions mais aussi des élus, ainsi que les conditions d'exercice de leur mandat.

### Constitution française de 1958 instaurant la Cinquième République
L'Article 6 de la Constitution de la Cinquième République énonce le mode d'élection du Président : 

« Le Président de la République est élu pour cinq ans au suffrage universel direct.
Nul ne peut exercer plus de deux mandats consécutifs.

Les modalités d'application du présent article sont fixées par une loi organique».
Cet article de la Constitution française a été modifié en 2000 passant d'un septennat à un quinquennat, puis en 2008, instaurant une limite de deux mandats consécutifs.

### Constitution des États-Unis d'Amérique de 1787
L'article II Section 1 de la Constitution des États-Unis d'Amérique fixe les règles qui concernent le pouvoir exécutif, sur le président et le vice-président ainsi que les conditions de leur existence, que ce soit une élection ou une nomination. Cet article dispose la durée du mandat présidentiel américain : 
« Le pouvoir exécutif sera conféré à un président des États-Unis d'Amérique. Il restera en fonction pendant une période de quatre ans et sera, ainsi que le vice-président choisi pour la même durée».
Le XXIIe amendement de la Constitution des États-Unis instaure la limitation à deux mandats présidentiels, qu'ils soient consécutifs ou non. Il est adopté 21 mars 1947 par le Congrès, et entre en vigueur le 27 février 1951 après sa ratification.
Section 1« Nul ne pourra être élu à la présidence plus de deux fois, et quiconque aura rempli la fonction de président, ou agi en tant que président, pendant plus de deux ans d'un mandat pour lequel quelque autre personne était nommée président, ne pourra être élu à la fonction de président plus d'une fois. Mais cet article ne s'appliquera pas à quiconque remplit la fonction de président au moment où cet article a été proposé par le Congrès, et il n'empêchera pas quiconque pouvant remplir la fonction de président, ou agir en tant que président, durant le mandat au cours duquel cet article devient exécutoire, de remplir la fonction de président ou d'agir en tant que président durant le reste de ce mandat».

## De nombreux grands modèles de limitation
Une étude de la Commission européenne pour la démocratie par le droit, aussi appelée Commission de Venise, met en évidence cinq grands modèles de limitation des mandats présidentiels.
- Certains pays n'ont mis aucune limitation en place, ou l'ont supprimé dans les dernières années par référendum comme pour le cas de l'Azerbaïdjan et du Bélarus. Le Venezuela, lui, autorise une réélection pour une durée illimitée depuis une révision constitutionnelle de 2009.
- D'autres limitent le nombre de mandats consécutifs comme le Pérou, le Chili, la Suisse, l'Uruguay, Saint-Marin, sans pour autant instaurer un nombre maximal.
- La limitation peut également prendre deux formes : un nombre fixe de mandats possibles, deux généralement, c'est le cas notamment de l'Afrique du Sud, de l'Albanie, l'Algérie, la Croatie, les États-Unis d'Amérique, la Grèce, la Hongrie, l'Irlande, la Pologne, le Portugal, la Roumanie, la Serbie, la Tunisie, la Turquie.
- Cela peut être aussi un nombre fixe de mandats consécutifs, dans la plupart des cas, deux, comme  l'Allemagne, l'Argentine, l'Autriche, la Bosnie-Herzégovine, le Brésil (deux fois quatre ans), la Bulgarie, l'Estonie, la Finlande, la France, la Slovaquie (deux fois cinq ans), Israël, le Kazakhstan, la Lettonie, la Lituanie, la République tchèque, la Russie (deux fois six ans).
- La Constitution dans certains pays interdit totalement la réélection du président. L'Arménie, la Colombie, la République de Corée, le Kirghizistan, Malte et le Mexique ont adopté cette limite.

### En France
Le président de la République française est élu au suffrage universel direct depuis la réforme constitutionnelle de 1962.
Le mandat présidentiel français, à son origine lors de la IIe République était de quatre ans, puis de sept ans sous la IIIe République. Cette durée sera conservée durant la IVe et la Ve République jusqu'en 2000.
Depuis le 2 octobre 2000, après  référendum, la durée du mandat présidentiel est de cinq ans, renouvelable une seule fois consécutivement. Ce changement a  pris effet dès l'élection présidentielle de 2002, notamment à la suite de la demande et du projet de Nicolas Sarkozy,.
Cette révision avait notamment pour ambition de rationaliser l'exercice du pouvoir, étant donné la difficulté que représentait les périodes de cohabitation soit lorsque le président ne dispose pas d'une majorité de soutien à l'Assemblée Nationale et, de ce fait, est politiquement contraint de nommer le premier ministre au regard d'une majorité de député qui n'est pas la sienne. Ce fut le cas de mars 1986 à mai 1988, le président étant  François Mitterrand du parti socialiste (PS) et le 1er ministre étant Jacques Chirac, issu du parti le Rassemblement pour la République (RPR), futur Union pour un mouvement populaire (UMP), aujourd'hui connu sous le nom Les Républicains. La France a connu ce dérèglement institutionnel à trois reprises, la deuxième cohabitation de mars 1993 à mai 1995, et la troisième cohabitation entre 1997 à 2002 lorsque Jacques Chirac était  président et Lionel Jospin, Premier ministre de gauche. Cela a donc eu pour but d'aligner la durée du mandat présidentiel à celui des députés, et d'un vote tous les cinq ans, à quelques semaines d'intervalle. Ainsi, la majorité présidentielle a pour vocation à se transformer en majorité parlementaire offrant au président élu une majorité de soutien à l'assemblée nationale et donc d'éviter une nouvelle cohabitation, ce fut le cas en 2002, 2007 et 2012, en 2017 et plus relativement en 2022.Cette obstacle à une nouvelle cohabitation est basé sur la pensée (référence ?) que les électeurs, après avoir été une majorité à élire un président, seraient une majorité à élire cette fois des candidats du parti du président en tant que députés. En outre, lorsqu'un parti est défait lors du second tour de l'élection présidentielle, ses électeurs ont tendance à se démobiliser et à ne pas voter (référence ?), permettant une large majorité (ce fut le cas en 1981 par exemple). Cependant, en 2022, le Rassemblement national ne s'étant pas démobilisé (référence ?), la majorité présidentielle en a été affectée et le groupe renaissance ne compte aujourd'hui que 250 députés soit une simple majorité relative.
Le 23 juillet 2008, une limitation à deux mandats consécutifs a été introduite dans la Constitution. Cette révision peut être interprétée comme la prise en compte de la réalité de son exercice dans le temps et non pas d'une réelle réduction du pouvoir présidentiel étant donné qu'aucun président n'a entièrement exercé le pouvoir plus de onze ans. En effet Charles de Gaulle a été réélu pour un second mandat en 1965 mais a démissionné en 1969, et François Mitterrand, lui, a subi deux cohabitations qui ont considérablement réduit son exercice réel du pouvoir.
Par la suite, les élections de 2007 et 2012 ont montré que la réforme du quinquennat a contribué à un renforcement de la fonction présidentielle.

### Aux États-Unis
Le premier président des États-Unis, George Washington (1732-1799), en fonction de 1789 à 1797, a décidé de ne pas occuper ce poste pour un troisième mandat. Ainsi s'est établi un précédent. Cependant, Franklin Delano Roosevelt, élu pour la première fois président en 1932 puis réélu en 1936, 1940 et 1944, déroge clairement à ce précédent. Cela s'explique par le contexte de crise économique d'abord puis de guerre mondiale ensuite qui à légitimé ses 4 mandats. Le 21 mars 1947, est adopté une révision constitutionnelle afin de limiter la possibilité d'être élu président à 2 reprises, consécutive ou non.

La Déclaration des droits de l'État de Virginie, adoptée le 12 juin 1776, la même année que la Déclaration d'indépendance américaine, limitait les mandats consécutifs dans un but précis. L'article 5 énonce que « pour éviter l'oppression » : 
« Les pouvoirs législatif et exécutif de l'État devront être séparés et distincts du judiciaire. Les membres des deux premiers pouvoirs comprendront et partageront les fardeaux du peuple pour se garder d'opprimer leurs concitoyens. Périodiquement, ils devront revenir à une position privée ou retourner à l'assemblée dont ils sont issus. Les places vacantes seront pourvues par des élections fréquentes, fixes et régulières, dans lesquelles tous les membres sortants ou une partie d'entre eux seront éligibles ou inéligibles, conformément aux lois en vigueur».
Ce texte de loi est notamment l'une des premières déclarations qui prône une résistance à l'oppression et une volonté de séparation des pouvoirs.

### En Allemagne
Le président de la République fédérale d'Allemagne est élu au suffrage indirect pour cinq ans, mandat qui peut être renouvelable qu'une seule fois, par les députés et les personnes élues par les parlements des Länder. Il dispose d'une autorité morale respectée et écoutée mais son rôle est essentiellement symbolique. Les deux premiers présidents sous la constitution de 1949, Theodor Heuss et Heinrich Lübke, ont ainsi effectué deux mandats consécutifs chacun, mais depuis lors, seul Richard von Weizsäcker, de 1984 à 1994, a occupé la fonction pour la période maximale prévue par la constitution.
Le chancelier fédéral est celui qui exerce réellement le pouvoir exécutif, il est le chef du gouvernement allemand. Il est élu par les membres du Bundestag, sur proposition du président. Son mandat est de quatre ans, et il peut être renouvelé à plusieurs reprises. Ainsi, Konrad Adenauer, Helmut Kohl et Angela Merkel ont tous trois occupé le poste pour une période supérieure à dix ans.

### En Russie
Anciennement, le mandat présidentiel russe était de quatre années, mais à la suite d'une révision constitutionnelle adoptée par la Douma et le Conseil de la fédération, le 26 novembre 2008 la durée du mandat passe de quatre à six ans, en étant toujours renouvelable une fois consécutivement. Ce changement s'applique alors pour les élections présidentielles de 2012.
Ces changements sont en lien avec la présence de Vladimir Poutine au pouvoir, qui de 2000 à 2004 puis de 2004 à 2008 occupe la fonction de président de la fédération de Russie. Déclarant qu'il ne voulait pas modifier la Constitution il laisse le Kremlin à Dmitri Medvedev, son dernier chef de gouvernement, et devient donc à son tour le président du gouvernement.
En 2012, Vladimir Poutine se représente pour un mandat de six ans étant donné le changement constitutionnel et remporte à nouveau l'élection en 2018. Le 5 avril 2021, le président signe la loi fédérale n°89 lui donnant la possibilité de briguer deux nouveaux mandats à l'expiration du sien en 2024.
Cette loi s'inscrit dans le prolongement de la réforme constitutionnelle de juillet 2020, découlant d'un référendum qui apportait déjà d'importantes modifications. En effet elle vient supprimer la clause limitant les mandats présidentiels à deux consécutifs, en remplaçant cela par une limite à un maximum de deux mandats sans possibilité d'en effectuer d'autres par la suite. Elle remet également à zéro le compteur du nombre de mandats présidentiels passés ou même en cours, permettant à Vladimir Poutine de pouvoir effectuer encore deux mandats supplémentaires,.